# ModernGhana
ModernGhana ist eine Nachrichten-Website in Ghana. Das Medium behandelt Nachrichten, Politik, Wirtschaft, Sport und Unterhaltung. Eigentümer ist die  Modern Ghana Media Communication Ltd., ein privat geführtes ghanaisches Unternehmen.

## Allgemeines
ModernGhana wurde am 3. August 2005 in Amsterdam von Bright Owusu, einem jungen Ghanaer, offiziell gestartet. Er erkannte die Notwendigkeit, Nachrichten näher an die im Ausland lebenden Ghanaer heranzubringen. Die Nachrichtenplattform betreibt auch einen ghanaischen Radiosender und ModernGhana TV. Von Alexa wurde das Medium als siebtbeliebteste Nachrichten-Website Ghanas bewertet.